# تنگ یی
تنگ یی (چینی: 滕義؛ زادهٔ ) یک بازیکن تنیس روی میز اهل جمهوری خلق چین است. 
وی در مسابقات کشوری و بین‌المللی در مجموع برنده ۶ مدال طلا، ۲ مدال نقره، ۴ مدال برنز شده‌است.